# 貫助八
貫 助八（ぬき すけはち）／貫 元助（ぬき もとすけ）は、戦国時代の武将。豊前国企救郡貫庄（現在の福岡県北九州市小倉南区貫）の生まれで、毛利氏の家臣。諱は元助。

## 生涯
享禄4年（1531年）、豊前国企救郡貫庄に生まれ、毛利元就に仕える。貫氏は豊前国企救郡貫庄を本拠とし、地名から貫氏を称した。
永禄2年（1559年）6月21日、毛利隆元から、石見国温湯城の小笠原長雄が和睦したいと種々懇望してきているが許容せずに討ち果たすつもりであるという旨の書状を受け取る。
永禄4年（1561年）の第四次門司城の戦いに従軍したが、戦死した。享年31。この時の助八の忠勇を賞して毛利隆元は助八の母に書状を出し、貫氏への賞恩として豊前国貫庄内に75石と感状を与えた。助八に嗣子はいなかったため、弟の助次郎が後を継いだ。なお、助八の母宛ての隆元の書状では、もし助次郎が後を継げなかった場合、助八の2人の娘のうちのいずれかに誰かを婚姻させて、助八の後を継がせるように述べている。